# Michal Bulíř
Michal Bulíř (* 12. srpen 1991, Liberec) je český hokejový útočník, hrající za klub Bílí Tygři Liberec v ELH. Dříve hrál v klubu Bílí Tygři Liberec a HC Benátky nad Jizerou. Pochází ze sportovní rodiny, jeho otec Petr totiž sám byl aktivním fotbalistou a v devadesátých letech hrál první ligu za místní Slovan Liberec.S hokejem začal Michal už ve třech letech, kdy ho k nejrychlejší kolektivní hře na světě děda Kasík, který kdysi hrál a následně pak působil jako funkcionář v Liberci. Už v žákovských kategoriích ukazoval, že patří mezi střelecky schopné útočníky a to potvrdil i v dorostu. Když mu ani přechod do juniorky nečinil problémy, naskočil 22. prosince 2009 ke své premiéře v seniorské extralize. Také v současné době stále obléká liberecký dres, přestože během aktuální sezony několikrát nastoupil také na farmě v Benátkách. Tento odchovanec určitě stále ještě má co ukázat. Po sezoně 2014/2015 se s klubem dohodl na prodloužení kontraktu, jistě bude oblékat liberecký dres ještě v následující sezoně a ve smlouvě má dále zabudovanou následnou roční opci.
Michal Bulíř se za své výkony vysloužil poprvé v kariéře nominaci do seniorské reprezentace, s níž zamířil na její první sraz v ročníku 2015/16.
Jeho otcem je bývalý prvoligový fotbalista Petr Bulíř.

## Statistika
| Sezona  | Klub                   | Soutěž | Základní část | Základní část | Základní část | Základní část | Základní část | Play off | Play off | Play off | Play off | Play off |
| Sezona  | Klub                   | Soutěž | Z             | G             | A             | B             | TM            | Z        | G        | A        | B        | TM       |
| ------- | ---------------------- | ------ | ------------- | ------------- | ------------- | ------------- | ------------- | -------- | -------- | -------- | -------- | -------- |
| 2013–14 | Bílí Tygři Liberec     | ELH    | 50            | 6             | 10            | 16            | 22            | 3        | 0        | 0        | 0        | 0        |
| 2014–15 | Bílí Tygři Liberec     | ELH    | 32            | 6             | 5             | 11            | 8             | —        | —        | —        | —        | —        |
| 2015–16 | Bílí Tygři Liberec     | ELH    | 52            | 13            | 19            | 32            | 43            | 8        | 6        | 4        | 10       | 4        |
| 2016–17 | Bílí Tygři Liberec     | ELH    | 48            | 12            | 17            | 29            | 22            | 7        | 4        | 2        | 6        | 0        |
| 2017–18 | Bílí Tygři Liberec     | ELH    | 32            | 10            | 7             | 17            | 41            | 10       | 3        | 4        | 7        | 8        |
| 2018–19 | Bílí Tygři Liberec     | ELH    | 11            | 13            | 3             | 16            | 2             | —        | —        | —        | —        | —        |
| 2018–19 | Metallurg Magnitogorsk | KHL    | 40            | 7             | 8             | 15            | 8             | 6        | 2        | 1        | 3        | 2        |
| 2019–20 | Bílí Tygři Liberec     | ELH    | 36            | 18            | 21            | 39            | 16            | —        | —        | —        | —        | —        |
| 2020–21 | Bílí Tygři Liberec     | ELH    | 45            | 14            | 15            | 29            | 14            | 16       | 8        | 1        | 9        | 6        |
| 2021–22 | HC Škoda Plzeň         | ELH    | 53            | 27            | 29            | 56            | 18            | 5        | 2        | 2        | 4        | 0        |
| 2022–23 | Bílí Tygři Liberec     | ELH    | 20            | 3             | 7             | 10            | 6             | 10       | 1        | 2        | 3        | 4        |
| 2023–24 | Bílí Tygři Liberec     | ELH    |               |               |               |               |               |          |          |          |          |          |